# Адамов мост
Адамов мост (на санскрит: रामसेतु; на тамилски: இராமர் பாலம்) се нарича верига от плитчини и острови между Индия и Шри Ланка. Дължината му е 48 km. Геоложките данни сочат, че в миналото той е представлявал сухопътна връзка между двете страни. Водите около него рядко надхвърлят 1 m дълбочина, което възпрепятства корабоплаването. Съществуват сведения, че мостът е бил проходим до 1480 г., когато циклон го потапя.

## Исторически сведения
Мостът е споменат за пръв път в древния санскритски епос Рамаяна, написана от Валмики. В нея е описано как бог Рама е накарал хората Ванара да построят моста, за да спасят жена му, Сита, от краля ракшаса Равана. Мостът се среща и в текст на Ибн Хурдазбих от средата на 9 век. Според друга легенда, на която се дължи наименованието им Адам (първият човек, според Библията) е минал по тези острови и плитчини, след като бил изгонен от Рая, по пътя си от Цейлон към Индия. Ал-Бируни е вероятно първият, описал формата на релефа по този начин. Първата карта, използваща името Адамов мост, се появява през 1804 г. и е дело на британски картограф.

## Местоположение
Мостът започва като поредица от плитчини от бившето селище Дханушкоди при остров Памбан и завършва при острова на Шри Ланка Манар. Самият остров Памбан е свързан с континенталната част на Индия чрез двукилометров мост. Границата между двете държави преминава някъде сред плитчините, което я прави една от най-късите сухопътни граници в света.

## Геоложка еволюция
Съществуват значителни разногласия относно произхода на моста. През XIX век преобладават две главни теории относно естеството му. Едната го счита за продукт на натрупване и повдигане на суша, докато другата заключава, че той се е образувал при откъсването на Шри Ланка от Индийския субконтинент. По-късно се появява и теория, считаща го за коралова надстройка над тектонско повишение на морското дъно.
Реконструирането на геоложката еволюция на островната верига е особено трудно. Според една от хипотезите Адамовият мост в миналото е бил най-голямото томболо на Земята, но се е превърнал във верига от плитчини с покачването на средното морско равнище на световния океан преди няколко хиляди години.
Основавайки се на сателитни данни, макар и без реални полеви данни, Индийската организация за космически изследвания е определила, че Адамовият мост включва 103 малки рифа, разположени на една линия. Формата на релефа включва гребените на рифовете, пясъчни плитчини и по-дълбоки канали между тях.
Смята се, че в миналото мостът е бил проходим по суша. Той е започнал да еволюира преди около 125 хил. години. Според едно от проучванията, рифовете са се образували едва преди около 4000 години.